# حفاری زیر فشار تعادلی
حفاری زیر فشار تعادلی (انگلیسی: Underbalanced drilling) یا حفاری زیر تعادلی (به‌اختصار:UBD) روشی در حفاری چاه‌های نفت و گاز است، که در آن فرایند، فشار هیدرواستاتیک اعمال شده به انتهای چاه، عمداً زیر فشار سازند نگه داشته می‌شود و در نتیجه تولید مایعات و گازهای موجود در سازند، در طی فاز عملیات حفاری، همواره وجود خواهد داشت. انتخاب چاه کاندیدا، کلید موفقیت در پروژه حفاری زیر تعادلی است. 
حفاری زیر فشار تعادلی کاملاً با حفاری بالای تعادلی معمولی، متفاوت است. در این روش با کم کردن وزن هیدرواستاتیک سیال حفاری از طریق گازدار کردن سیال حفاری، فشار ته چاهی کمتر از فشار مخزن نگه داشته می‌شود. در چنین حالتی در هنگامی که یک لایه بهره‌ده حفاری می‌شود، سیالات مخزن (نفت و گاز) به درون چاه جریان می‌یابند و فشار سرچاهی افزایش می‌یابد. یکی از مهمترین راه‌های بدست آوردن راندمان بالا در حفاری چاه‌ها و نیز تکمیل و تعمیر چاه‌های جدید و قدیم بدون صدمه زدن به مخزن، با استفاده از این روش است.
همانگونه که ذکر گردید، در حفاری زیر تعادلی (UBD) فشار سیال حفاری عملاً کمتر از فشار روزنه‌های سیالات سازند نگه داشته می‌شود، در نتیجه در مواجهه با سازندهای نفوذپذیر، سیال سازند اجازه نفوذ به درون چاه در حال حفاری را پیدا می‌کند. در حفاری زیر تعادلی، تجهیزات خاصی برای کنترل جریان سازند مورد نیاز است، که مزیت‌های قابل ملاحظه‌ای نیز نسبت به حفاری معمولی دارد.